# Дача (Брашов)
Дача (рум. Dacia) — село у повіті Брашов в Румунії. Входить до складу комуни Жиберт.
Село розташоване на відстані 189 км на північний захід від Бухареста, 53 км на північний захід від Брашова, 146 км на південний схід від Клуж-Напоки.

## Населення
За даними перепису населення 2002 року у селі проживала 671 особа.
Національний склад населення села:
| Національність | Кількість осіб | Відсоток |
| -------------- | -------------- | -------- |
| румуни         | 418            | 62,3%    |
| цигани         | 232            | 34,6%    |
| угорці         | 16             | 2,4%     |

Рідною мовою назвали:
| Мова      | Кількість осіб | Відсоток |
| --------- | -------------- | -------- |
| румунська | 649            | 96,7%    |
| угорська  | 16             | 2,4%     |